# Pavel Schilling

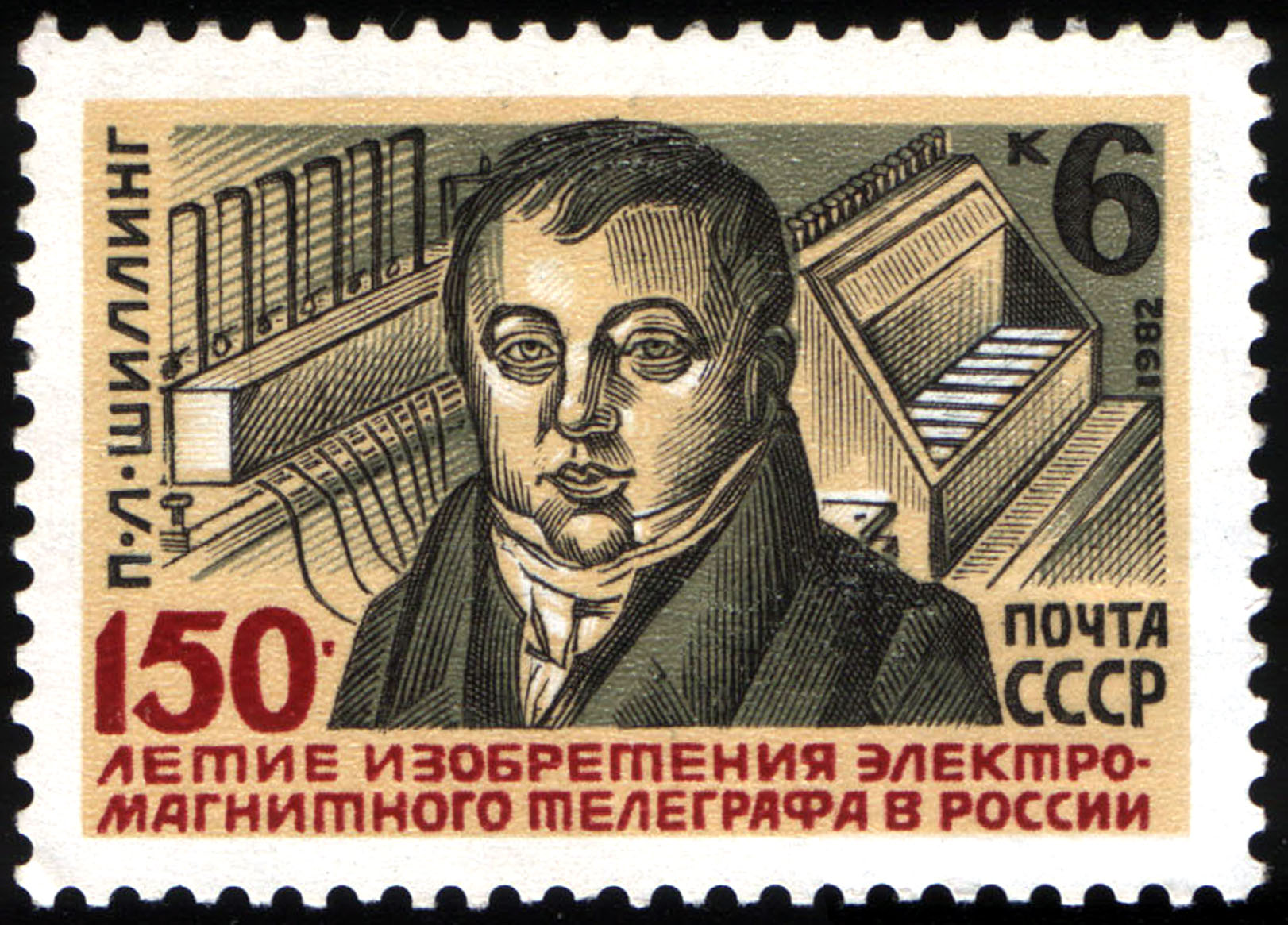
Postzegel gewijd aan Pavel Schilling, 1982

Baron Pavel Lvovitsj Schilling von Cannstatt (Russisch: Павел Львович Шиллинг; Duits: Paul Ludwig Schilling) (Reval, 16 april [O.S. 5 april] 1786 – Sint-Petersburg, 6 augustus [O.S. 25 juli] 1837) was een Russisch diplomaat en wetenschapper die de eerste elektromagnetische telegraaf construeerde.

## Biografie
Schilling, van Baltisch-Duitse afkomst, werkte als tolk en diplomaat op de Russische ambassade in München. Daar aanschouwde hij voor het eerst elektriciteit en de mogelijkheden ervan. Binnen korte tijd had hij een manier ontwikkeld om explosieven van een afstand via elektrische draden tot ontploffing te brengen. In 1813/14 keerde hij terug naar Rusland om met grote inzet te vechten tegen het leger van Napoleon. Na eervol uit het leger te zijn ontslagen ging hij naar Parijs, waar hij verderging met zijn elektrotechnische experimenten.

## Telegrafie
Zijn grootste passie werd telegrafie. In het Duitse München had hij omstreeks 1810 de eerste elektrochemische telegraaf van Sömmering in werking gezien, die met elektriciteit werkte opgewekt met elektriseermachines. Na de ontdekking van elektromagnetisme door Ørsted ging Schilling aan de slag om op basis van dit nieuwe principe een werkbaarder telegrafiesysteem te maken.
De eerste versie van zijn elektromagnetische telegraaf met twee magneetnaalden werd begin 1830 opgezet in Schillings appartement in Sint-Petersburg. Hij was daarbij de eerste die gebruik maakte van een tweedraads verbinding en ontwikkelde hierbij een binaire code voor zijn signaaltransmissie.
Buiten Rusland werd zijn uitvinding in eerste instantie nauwelijks opgemerkt, totdat twee Duitsers – Carl Friedrich Gauss en Wilhelm Eduard Weber – in 1832 Schillings demonstratie zagen. Het jaar daarop hadden Gauss en Weber hun eigen telegraaf ontwikkeld die een afstand overbrugde van meer dan twee kilometer. In Engeland ging er een Brit met zijn uitvinding vandoor. Na een demonstratie mocht William Fothergill Cooke een kopie van Schillings telegraaf meenemen naar Engeland, waar hij het liet octrooieren als zijn eigen uitvinding. Met hulp van Charles Wheatstone bouwde Cooke hiermee een commercieel telegrafienetwerk mee op.